# Plastophora pictorufa
Plastophora pictorufa är en tvåvingeart som beskrevs av Colyer 1957. Plastophora pictorufa ingår i släktet Plastophora och familjen puckelflugor. Inga underarter finns listade i Catalogue of Life.